# Le Best Of (album d'Hélène Ségara)
Pour les articles homonymes, voir Best of.
Albums de Hélène Ségara
Humaine
(2003) Quand l'éternité...
(2006)
Singles
1. Ailleurs comme ici
Sortie : 2004

Le Best of (aussi intitulé Ailleurs comme ici) est la première compilation enregistrée par la chanteuse française Hélène Ségara. Il comprend tous les titres de Ségara préalablement sortis comme singles puisés de ses trois albums précédents (à l'exception de Au nom d'une femme et les enregistrements promotionnels). Il comprend aussi les duos enregistrés avec Andrea Bocelli et Laura Pausini, et trois nouveaux titres : Ailleurs comme ici, le seul titre de l'album sorti en single, Je t'aimerai et Ne me laisse jamais partir. 
Sorti le 26 novembre 2004, Ailleurs comme ici a connu un succès modéré comparé aux autres albums de Ségara dans les trois pays ou il a été inscrit au palmarès.

## Titres
| No  | Titre                                                            | Auteur                                                                             | Durée |
| --- | ---------------------------------------------------------------- | ---------------------------------------------------------------------------------- | ----- |
| 1.  | Ailleurs comme ici                                               | B. Homs / A. Lanty                                                                 | 3:59  |
| 2.  | Il y a trop de gens qui t'aiment                                 | C. Vié / T. Geoffroy                                                               | 4:25  |
| 3.  | L'amour est un soleil                                            | L. Plamondon / R. Musurrama - R. Zaneli                                            | 4:05  |
| 4.  | Elle, tu l'aimes...                                              | F. Brito / F. Trinidade                                                            | 5:05  |
| 5.  | Parlez-moi de nous                                               | H. Ségara / M. Nacash - N. Godsend                                                 | 4:02  |
| 6.  | Je t'aimerai                                                     | H. Segara / C. Loigerot                                                            | 3:26  |
| 7.  | On n'oublie jamais rien, on vit avec (en duo avec Laura Pausini) | B. Grimaldi - G. Capaldi - A. Angelelli / B. Grimaldi - G. Capaldi - A. Angelelli) | 5:07  |
| 8.  | Vivre                                                            | L. Plamondon / Richard Cocciante                                                   | 3:52  |
| 9.  | Encore une fois                                                  | M. Nacash - A. Nacash / M. Nacash                                                  | 3:57  |
| 10. | Tu vas me quitter                                                | L. Deck / C. Loigerot - T. Geoffroy                                                | 4:06  |
| 11. | Vivo per lei (je vis pour elle) (en duo avec Andrea Bocelli)     | V. Zelli - M. Mengali - G. Panceri - M.Jourdan                                     | 4:25  |
| 12. | Ne me laisse jamais partir                                       | H. Segara - S. Lebel / C. Loigerot)                                                | 3:32  |
| 13. | Les Vallées d'Irlande                                            | A. Nacash - N. Godsend / M. Nacash - N. Hardt                                      | 3:42  |
| 14. | Petite Vie                                                       | H. Ségara - J. Daroy / C. Loigerot                                                 | 4:13  |
| 15. | On ne dit pas                                                    | H. Ségara / P. Souchon                                                             | 3:37  |
| 16. | Loin du froid de décembre                                        | L. Ahrens / S. Flaherty / Adep. P. Videcoq / É. Gruninger                          | 3:28  |
| 17. | Je vous aime adieu                                               | H. Ségara - V. Vié / T. Geoffroy - C. Loigerot                                     | 3:51  |
| 18. | Humaine                                                          | S. Lebel / C. Loigerot                                                             | 5:29  |

## Certifications et ventes
| Pays   | Certification | Année | Ventes certifiées |
| ------ | ------------- | ----- | ----------------- |
| France | Or            | 2004  | 100 000           |